# Cruiseschip

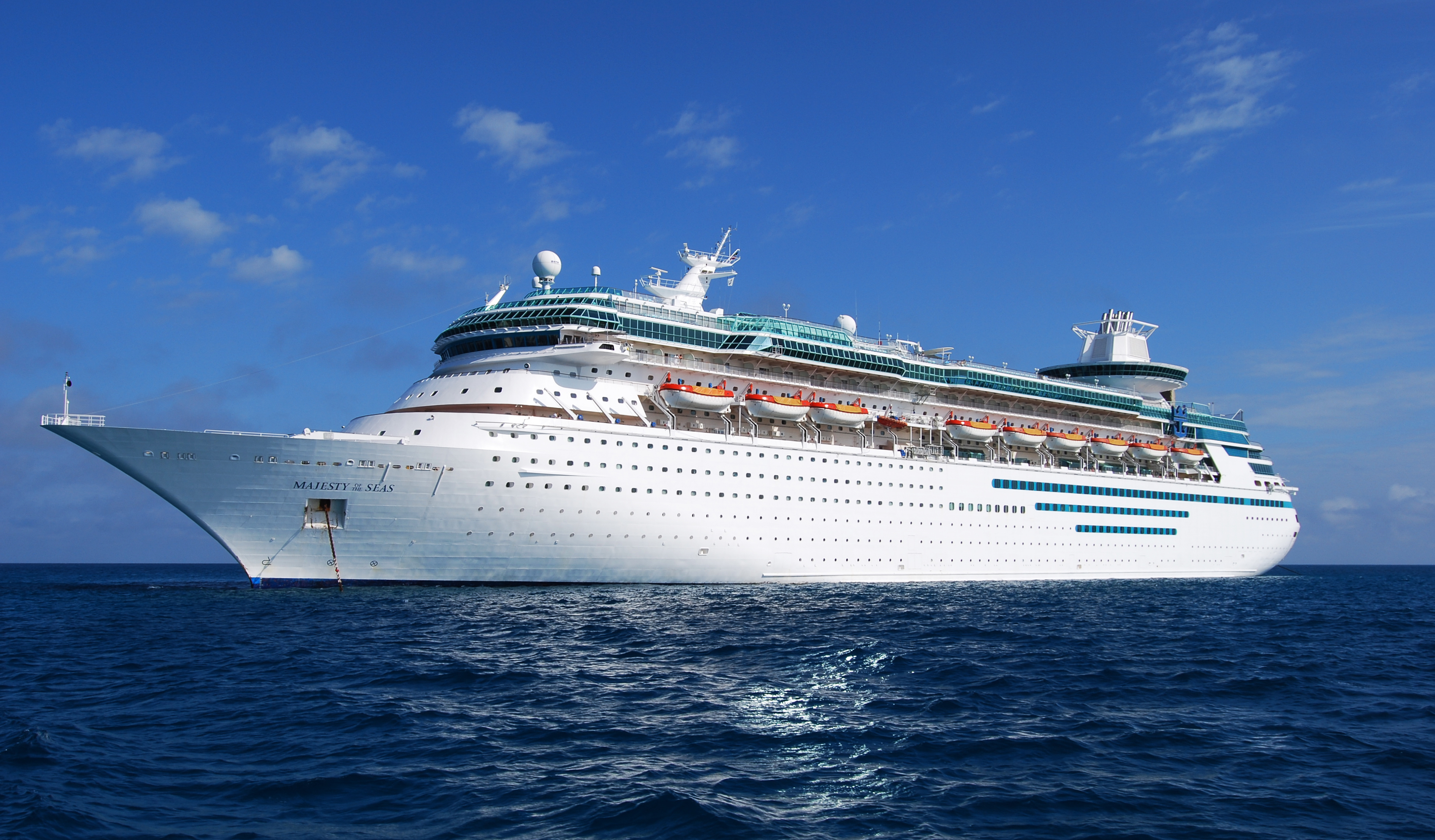
De Majesty of the Seas

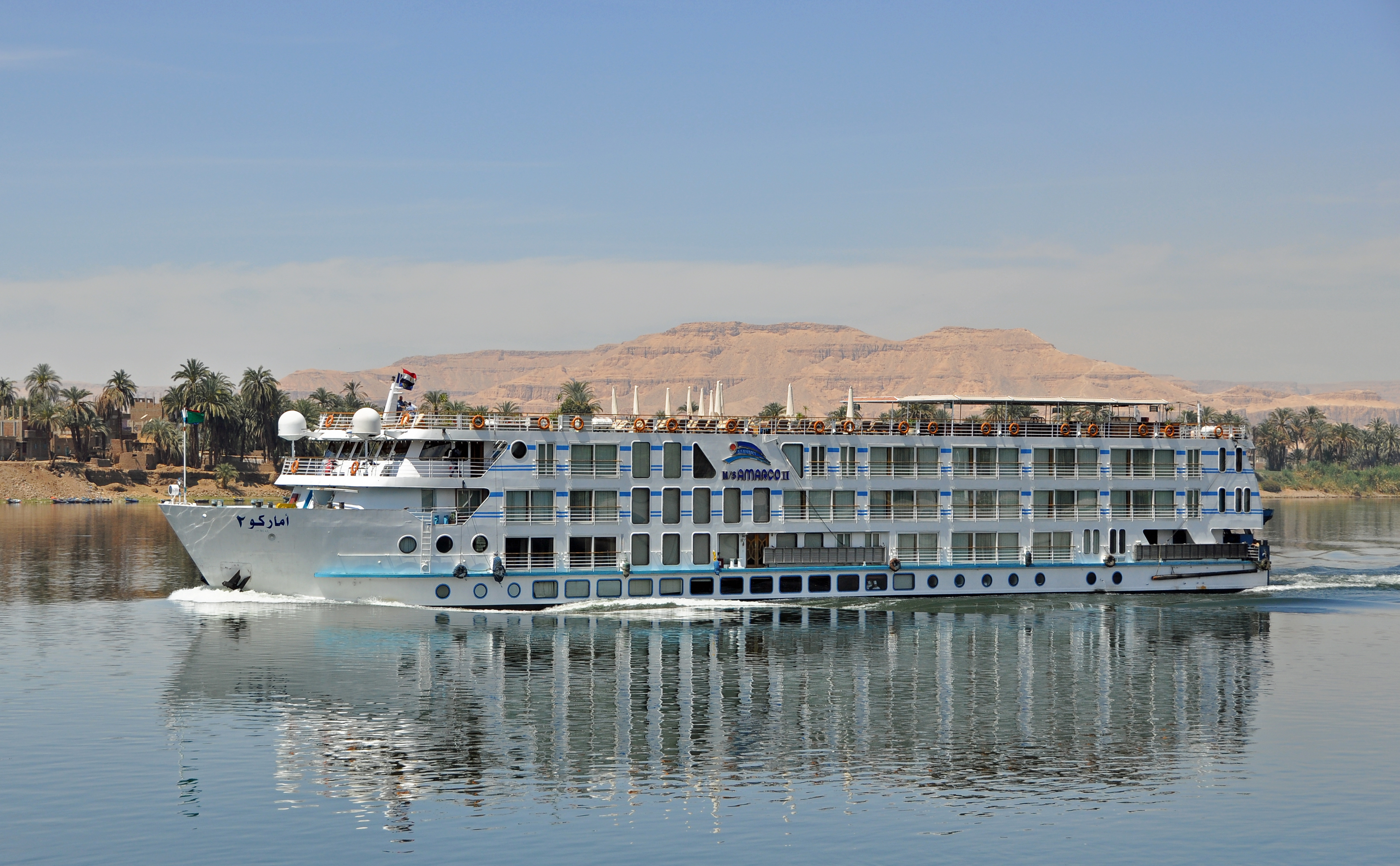
Een riviercruiseschip op de Nijl

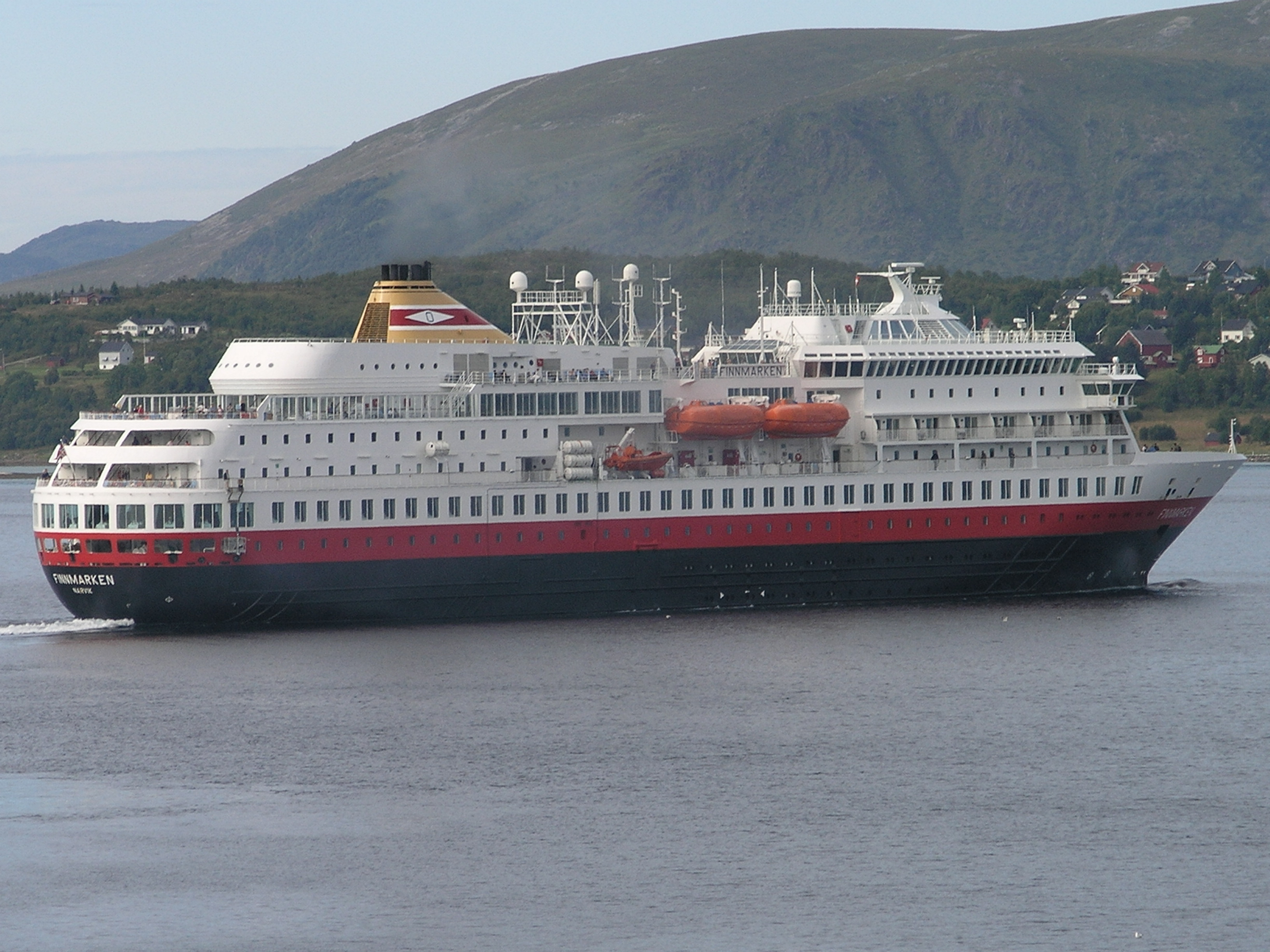
De Finnmarken, een Noors schip van Hurtigruten

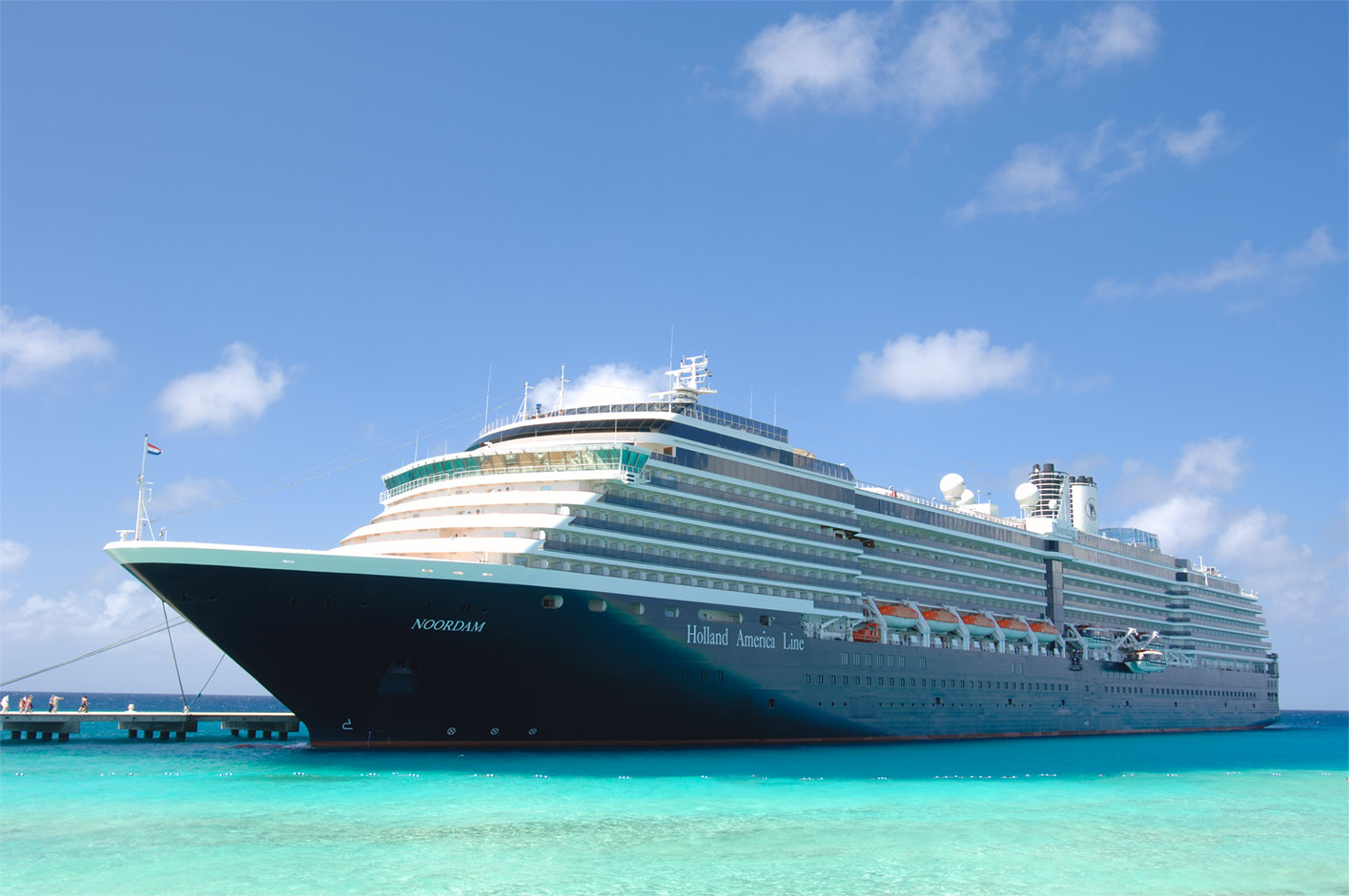
Noordam-Holland America Line

Een cruiseschip is een groot passagiersschip, speciaal bedoeld voor het vervoeren en vermaken van passagiers tijdens een cruise. Meestal staan zonnige bestemmingen voor een cruise op het programma, zoals naar de landen bij de Middellandse Zee en in het Caribisch gebied, maar ook koudere streken, zoals Noorwegen, Alaska of de Zuidpool zijn in de zomer populaire gebieden. Dit type van cruiseschepen kan worden beschouwd als "drijvend hotel", gezien ze veelal dezelfde voorzieningen hebben (zoals zwembaden, restaurants, bars, ...).
Behalve cruiseschepen op zee zijn er ook cruiseschepen op grote rivieren, zoals op de Rijn, Donau en de Nijl.
Voor sommige veerdiensten wordt met schepen gevaren, die zó veel comfort bieden, dat ze zowel veerboot als cruiseschip kunnen worden genoemd: cruiseferries. Dit geldt voor nogal wat schepen die de Noordzee, de Oostzee en de Middellandse Zee als veer overvaren.
Voor cruiseschepen worden vaak speciale aanlegplaatsen gebouwd, zoals de Passenger Terminal Amsterdam, de Cruise Terminal Rotterdam en Cruiseterminal Antwerpen.

## Rederijen en werven
Bekende reders van passagiersschepen zijn de Holland-Amerika Lijn, de Royal Caribbean, Carnival Cruise Lines, Norwegian Cruise Line en P&O Cruises. Voor Royal Caribbean vaart onder andere de Oasis of the Seas, het grootste cruiseschip ter wereld. De cruiseschepen, die daarvoor het grootste waren, zijn de Queen Elizabeth 2, de Queen Mary 2 en de Queen Victoria.
De belangrijkste scheepswerven voor de bouw van cruiseschepen op zee liggen allemaal in Europa. Bekende namen zijn het Duitse Meyer Werft, het Italiaanse Fincantieri en het Franse Chantiers de l'Atlantique.
Het aantal cruiseschepen voor zeereizen werd per eind 2018 geschat op 323 stuks met in totaal zo'n 546.000 bedden. Per 31 december 2018 waren er bestellingen gedaan voor circa 89 schepen met 198.000 bedden die van 2019 tot en met 2023 in de vaart komen. Sommige van deze nieuwe schepen zullen oude cruiseschepen gaan vervangen, waarmee de additionele capaciteit lager zal uitkomen.

## Aandrijving en verbruik
De meeste cruiseschepen maken gebruik van elektrische motoren die de schroeven aandrijven. De elektriciteit wordt meestal opgewekt door dieselmotoren, soms door gasturbines, of een combinatie van beide. Dieselmotoren verbranden bunkerolie in grote hoeveelheden. De Queen Elizabeth 2, bijvoorbeeld, verbruikt dagelijks 380 ton brandstof, op volle snelheid. Het brandstofverbruik in rust wordt geschat op ongeveer 700 liter per uur. De olietank bevat genoeg brandstof voor zo'n 12 dagen varen.
Cruiseschepen halen snelheden tot ongeveer 30 knopen, dat is ruim 55 kilometer per uur.

## Veiligheid
Tussen 1995 en 2011 zijn in totaal 166 mensen tijdens een cruise spoorloos verdwenen.
Volgens de FBI is de kans dat een vrouw het slachtoffer wordt van ongewenste intimiteiten twee keer zo groot op een cruiseschip als aan land.
Ook is het gebeurd dat cruiseschepen door Somalische piraten werden aangevallen.

## Stabiliteit
Het ontwerp van cruiseschepen is drastisch veranderd. De grootste verandering is dat men van een traditionele scheepsvorm naar een vorm is gegaan waarbij zo veel mogelijk kajuiten aan de buitenzijde van het schip worden geplaatst om zo een uitzicht te bekomen. Dit was het logische gevolg van een groeiende vraag naar individuele balkons en buitenhutten en het zakelijke voordeel hiervan. Er kan meer in rekening worden gebracht voor een kajuit met balkon dan voor een kajuit zonder balkon. De vraag naar meer buitenhutten noodde tot hoger bouwen, wat een negatief effect heeft voor de aanvangsstabiliteit en het schip gevoeliger maakt voor natuurlijke invloeden, zoals de wind en de zeestaat.
Hoewel het hierdoor lijkt dat deze schepen topzwaar zijn, ligt het zwaartepunt G van moderne cruiseschepen relatief laag. Dit komt door de algemene constructie van een cruiseschip. In de opbouw wordt gekozen voor grotere ruimtes en gebruik gemaakt van lichtere materialen zoals aluminium en hoogwaardiger staal, terwijl in de onderbouw met zware materialen wordt gewerkt en de machinecomponenten zich ook zo laag mogelijk bevinden. Buiten een slimmere gewichtsverdeling wat een lager zwaartepunt veroorzaakt, zijn cruiseschepen breed gebouwd, waardoor het metacentrum M hoger komt te liggen. Deze beide factoren maken dat de metacentrische hoogte GM0 ofwel aanvangsstabiliteit verbetert.
Hoewel de meeste passagiersschepen gebruik maken van stabilisatoren, dienen deze vooral om het comfort van passagiers en bemanning te optimaliseren en zijn ze niet gericht op het verhogen van de algemene stabiliteit. Het schip moet voldoen aan alle stabiliteitsvoorwaarden zonder gebruik van stabilisatoren.

## Regulering
Internationale regelgevers zijn onder andere de Internationale Maritieme Organisatie (IMO), de Internationale Arbeidsorganisatie (ILO) en de Wereldgezondheidsorganisatie (WHO). Verder zijn ook de vlagstaten en de overheid van de aanlegplaats bevoegd. Los daarvan voeren ook onafhankelijke agentschappen (“classificatiebureaus”) inspecties uit namens vlagstaten, rederijen en verzekeraars.

## Milieu-effecten

### Luchtkwalitieit
De uitstoot door de motoren van cruiseschepen heeft een negatieve impact op de luchtkwaliteit. Volgen de Britse krant The Guardian stoot een groot cruiseschip net zoveel CO2 uit als 84.000 auto's, net zoveel stikstofoxide als ruim 400.000 auto's, zoveel fijnstof als ruim 1 miljoen auto's en zoveel zwaveldioxide als 376 miljoen auto's.

##### Fijnstof
Uit een undercover-onderzoek van het Britse Channel 4 naar de concentratie fijnstof aan boord van de Oceana, een cruiseschip van cruiseoperator P&O Cruises, bleek dat het schip grote hoeveelheden fijnstof uitstootte: naast de schoorsteenpijpen steeg dat tot pieken van 226.000 deeltjes/m³, maar ook het passagiersdek bevatte 84.000 deeltjes ultrafijnstof per m³, wat overeenkomt met de lucht van erg vervuilde steden zoals Shanghai of Delhi. “Per dag stoot zo’n cruiseschip evenveel fijnstof uit als een miljoen auto’s. Dertig cruiseschepen vervuilen evenveel als alle wagens in Groot-Brittannië.”

##### Stikstofoxide
Volgens officiële gegevens van de havenstad Marseille zouden cruiseschepen verantwoordelijk zijn voor meer dan een kwart van de totale emissies van stikstofoxide in het gebied. In toeristische steden zoals Civitavecchia of Venetië zouden cruiseschepen meer stikstofoxide uitscheiden dan alle personenauto’s in de stad samen.

##### Zwaveldioxide
De resultaten van een Brits onderzoek toonden aan dat de vloot van de grootste cruise-operator, Carnival Cruise Lines, in 2017 in Europese zeeën 10 keer zo veel zwaveldioxide uitstootte als alle meer dan 260 miljoen personenauto's in Europa samen. Spanje, Italië, Griekenland, Frankrijk en Noorwegen waren de meest getroffen landen, en Barcelona, Palma de Mallorca en Venetië de meest vervuilde havensteden.

##### Maatregelen
De belangrijkste oorzaak van de uitstoot is de scheepsbrandstof. De bunkerolie die op volle zee wordt gebruikt, heeft een hoog zwavelgehalte. In havens wordt daarom overgeschakeld op zwavelarme olie, een iets schonere brandstof die op de Noordzee algemeen verplicht is sinds 2020. Schepen zouden ook gaswassers (“scrubbers”) kunnen installeren om de zwaveluitstoot te filteren.
Schonere alternatieven voor scheepsaandrijving zijn vloeibaar gas, elektrische motoren op batterijen of waterstof. Maar de vergroening van de cruisevloot gaat volgens critici “tergend traag”.
Een ander alternatief is het gebruik van walstroom wanneer het schip aan de kade ligt. Gezien het grote verbruik is hiervoor echter minstens een hoogspanningsaansluiting nodig. Die ontbreekt veelal, zowel in de havens als wat betreft de aansluitstukken op het schip. In Southampton is de aansluiting verplicht, in Zeebrugge wordt ze overwogen. Voor de Cruiseterminal Antwerpen zou de aansluiting economisch niet haalbaar zijn, behalve voor riviercruises. Walstroomaansluitingen voor de zeevaart zijn al in aanbouw in de Rotterdamse haven en de gemeente Rotterdam en het Havenbedrijf gaan walstroom voor zeeschepen verder versneld uitrollen. De bedoeling is dat in 2030 het grootste deel van de zeeschepen aan de kade op walstroom is overschakeld. De binnenvaart heeft bijna bij alle Rotterdamse openbare ligplaatsen al een walstroomaansluiting.

### Afvalproductie
Cruiseschepen produceren aanzienlijke hoeveelheden afval, ondanks dat ze slechts 1% van de wereldwijde scheepvaart vertegenwoordigen. Een gemiddeld cruiseschip met 3.000 passagiers en bemanningsleden genereert dagelijks tot 80.000 liter afvalwater, naast de grote hoeveelheden vast afval, voedselresten en chemisch afval. Er zijn drie verschillende soorten afval: afvalwater, vast afval en chemisch afval.

##### Afvalwater
Cruiseschepen lozen twee soorten afvalwater: zogenaamd 'zwart water' en 'grijs water'. Zwart water, afkomstig van toiletten bevat schadelijke stoffen zoals bacteriën, zware metalen en voedingsstoffen en mag volgens internationale regelgeving alleen in internationale wateren worden geloosd. Grijs water, dat vaak chemicaliën en voedingsstoffen bevat, mag onbehandeld worden geloosd, zelfs in kwetsbare ecosystemen zoals de Caraïbische Zee. Dit kan leiden tot eutrofiëring, een proces waarbij een overmaat aan nutriënten ontstaat; dit verorzaakt vaak algenbloei en zuurstofarme "dode zones".

##### Vast Afval
Cruiseschepen generen dagelijks tonnen vast afval, waaronder plastic, papier, glas en metaal. Hoewel moderne schepen afval vaak sorteren en deels recyclen, wordt een aanzienlijk deel illegaal overboord gezet in internationale wateren. Plastic dat in zee terechtkomt breekt af tot microplastics die door mariene organismen kunnen worden opgenomen en uiteindelijk via de voedselketen mensen kunnen bereiken.

##### Chemisch afval
Tijdens onderhoudswerkzaamheden aan boord worden giftige stoffen geproduceerd, zoals olieresten, schoonmaakmiddelen en resten van batterijen. Hoewel het lozen van chemisch afval verboden is blijkt uit rapporten dat deze stoffen vaak illegaal in zee worden gedumpt, wat ernstige schade kan veroorzaken aan mariene ecosystemen.

#### Gevolgen
De afvalproductie van cruiseschepen draagt bij aan ernstige milieuproblemen zoals plasticvervuiling, eutrofiëring en zuurstofarme "dode zones" in oceanen. Deze problemen bedreigen niet alleen de biodiversiteit maar ook de kustgemeenschappen die afhankelijk zijn van een gezond en goed marien milieu.

## Bemanning
De bemanning van cruiseschepen is internationaal divers, met vaak Europese officieren en Zuid-Aziatische andere bemanningsleden. Zo telde Carnival in 2020, net voor de coronacrisis in het cruisetoerisme, 92.000 bemanningsleden over 104 schepen. De meeste officieren waren afkomstig uit Italië, het Verenigd Koninkrijk, Nederland, Duitsland en Noorwegen, en het grootste deel van de bemanning uit de Filipijnen, Indonesië en India.